# 空挺コマンドーグループ (フランス軍)
空挺コマンドーグループ (くうていコマンドーグループ、英: Commando Parachute Group、仏: Groupement des Commandos Parachutistes, GCP)は、フランス陸軍第11落下傘旅団の各連隊に存在している特殊部隊。各空挺部隊に先行してパスファインダー作戦を任務としており、偵察、破壊工作、情報収集を行う。

## 歴史
- 1965年：SOGH (高高度降下部隊) として設立される。
- 1969年：第2外人落下傘連隊（2e REP）の空挺コマンドー（GCP）がチャドに投入される。
- 1982年: CRAP (深部行動偵察コマンド) に改名される。
- 1991年：湾岸戦争
- 1992年：ソマリア内戦
- 1993年：チャド共和国
- 1993〜1995年：ボスニア・ヘルツェゴビナ紛争
- 1994年：ルワンダ内戦
- 1995〜2002年：ユーゴスラビア紛争
- 2003〜2010年：中央アフリカ共和国
- 2010〜2011年：アフガニスタン紛争
- 2013〜2014年：『セルヴァル作戦』に参加。(アンサル・ディーン、AQIMからのマリ共和国の北部三州奪還作戦)。

2月19日、第17工兵落下傘連隊（17eRGP）及び2e REPのGCPが“チベガティン渓谷の戦い”に参加。
2e REPのHarold Vormezeele軍曹が戦死。
- 2014年5月：マリ北東部のテッサリット地域を車両で偵察中、IEDにより2e REPのGCP隊員Marcel Kalafut軍曹が死亡。他2名が負傷。
- 2018年9月：2e REPのGCPがマリのガオ地域に高高度降下で潜入

## 編成

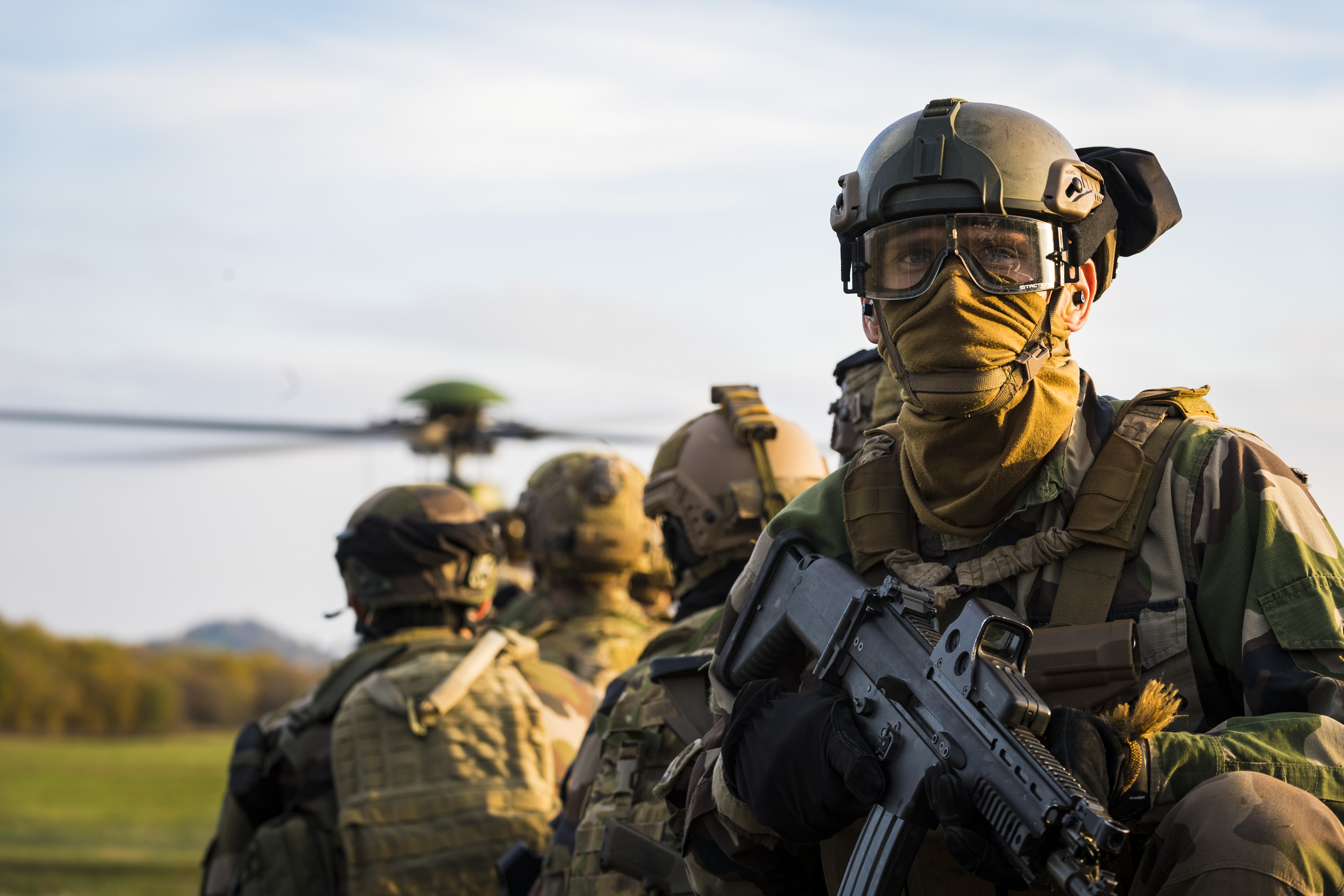
訓練でFN SCAR-Lを装備する第11落下傘旅団所属のGCP隊員（2018年）

空挺コマンドーグループは、第11落下傘旅団内に合計19のチームが存在している。
- 第1猟兵落下傘連隊 - 3個空挺コマンドーが存在。
- 第1驃騎兵落下傘連隊 - 2個空挺コマンドーが存在。
- 第2外人落下傘連隊 - 3個空挺コマンドーが存在。
- 第3海兵歩兵落下傘連隊 - 2個空挺コマンドーが存在。
- 第8海兵歩兵落下傘連隊 - 2個空挺コマンドーが存在。
- 第17工兵落下傘連隊 - 2個空挺コマンドーが存在。
- 第35砲兵落下傘連隊 - 2個空挺コマンドーが存在。
- 第1輜重落下傘連隊 - 1個空挺コマンドーが存在。
- 第11通信落下傘中隊 - 1個空挺コマンドーが存在。

## 装備
- PAMAS G1
- FA-MAS
- FR-F2
- AA-52
- AAT-F1
- H&K MP5
- UZI
- H&K G36
- SIG SG552
- H&K HK416
- FN SCAR
- 12.7mm重機関銃
- PGM ヘカートII（対物ライフル）
- P4